# Large Island (ö i Falklandsöarna)
Large Island är en ö i territoriet Falklandsöarna (Storbritannien). Den ligger i den södra delen av ögruppen, 90 km sydväst om huvudstaden Stanley.